# Vaux d'Amognes
Vaux d'Amognes és un municipi del departament de Nièvre, França central. El municipi va ser establert el dia 1 de gener de 2017, després de fusionar els municipis de Ourouër i Balleray.